# Liješće (gmina Srebrenica)
Liješće (cyr. Лијешће) – wieś w Bośni i Hercegowinie, w Republice Serbskiej, w gminie Srebrenica. W 2013 roku liczyła 213 mieszkańców.